# Giorgio Prezioso
Giorgio Prezioso (Roma, 23 febbraio 1971) è un disc jockey e produttore discografico italiano.

## Carriera

### DJ
La sua carriera iniziò nel 1987 all'età di 16 anni, affiancato dal fratello Andrea (di 3 anni e mezzo più grande), che collaborava con Jovanotti alla discoteca Veleno di Roma. Nel 1991, dopo aver vinto la Walky Cup (una competizione per DJ) all'Aquafan di Riccione in coppia con Antonello Aprea, Prezioso venne assunto a Radio Deejay. Nel 1999, assieme al fratello e al cantante Marvin (conosciuto 4 anni prima), con i quali aveva prodotto vari brani sperimentali, diede vita al gruppo Prezioso feat. Marvin, che in breve tempo ottenne un vasto successo non solo in Italia partecipando anche al programma d'intrattenimento musicale estivo Festivalbar, ma anche in Europa. Verso la fine del 2006 forma con DJ Libex il duo Giorgio Prezioso & Libex. A giugno del 2014 con Ninni Angemi forma il duo Angemi & Prezioso ed entrano a far parte della Revealed Recordings, la nota casa discografica del DJ olandese Hardwell pubblicando il loro primo singolo Brakeless.

### Radio e televisione
Famosa fu la sua partecipazione come tecnico e co-conduttore insieme a Mario Fargetta dei due programmi di punta della fascia oraria pomeridiana di Radio Deejay, il Deejay Time e la Deejay Parade, condotti da Albertino; sempre per Radio Deejay cura e remixa le varie compilation del programma Deejay Parade insieme a Mario Fargetta.
Dal 2007 conduce su m2o la trasmissione radiofonica Prezioso in Action e su Radio Deejay il programma Disco Ball. Durante il 2008 ha collaborato al programma televisivo Blister - Pillole dal web, trasmesso su All Music.

## Discografia

### Album in studio
- 2000 – Back to Life (con Marvin)
- 2002 – We Rule the Danza
- 2009 – Prezioso in Action
- 2010 – Prezioso in Action Vol. 2

### Extended play
- 1999 – Tell Me Why
- 2000 – Let Me Stay
- 2000 – Emergency E.P.
- 2001 – Emergency 911 (Remix)
- 2001 – Let's Talk About a Man
- 2001 – Bonjour
- 2002 – We Rule the Danza
- 2003 – In My Mind
- 2003 – Voglio vederti danzare
- 2004 – Le Louvre
- 2008 – Sashi & Sushi EP (pubblicato come HUF8)
- 2009 – Apista
- 2009 – The Riddle

### Singoli

#### Come artista principale
- 1994 – Anybody, Anyway
- 1995 – Don't Stop
- 1995 – Feel the Rhythm
- 1997 – Raise Your Power
- 2004 – So Many Men, So Little Time (pubblicato come 84 King Street)
- 2006 – Are You Lovin' Somebody (pubblicato come 84 King Street)
- 2008 – Believe (pubblicato come Noize Freakz)
- 2010 – Dunne (con Peter Kharma e Andrew M)
- 2011 – Living On Video (con Peter Kharma e Andrew M)
- 2012 – Are U Ready (pubblicato come Precious George)
- 2013 – Lennox Lewis (pubblicato come Precious George)
- 2013 – Be Bop (pubblicato come Prezioso)
- 2013 – Reset (con VINAI; pubblicato come Prezioso)
- 2015 – Alza il volume (con Fabri Fibra; pubblicato come Prezioso)
- 2020 – Heaven
- 2021 – Thunder (con Gabry Ponte e LUM!X feat. Shibui; pubblicato come Prezioso)

#### Con altri artisti
Con Andrea Prezioso
- 1987 – Gino Latyno "Bootleg"
- 1988 – Much More Posse - Hip Style Melody
- 1991 – Precious X Project - Dukkha
- 1991 – Dukkha (Citofono Remix)
- 1991 – Tetris (pubblicato come Game Boys)
- 1991 – Tetris Remix (pubblicato come Game Boys)
- 1992 – Interactive - Elevator Up and Down (Prezioso Remix)
- 1993 – 883 - Come mai (Prezioso Remix)
- 1993 – Turin Terminators - The New (Precious Mix)
- 1993 – Get On Up
- 1993 – PDP - Try Jah Love (pubblicato come Game Boys)
- 1993 – Trauma (pubblicato come Trauma)
- 1993 – Phantom (pubblicato come Trauma)
- 1993 – Move (pubblicato come Trauma)
- 1993 – Joy Salinas - Bip Bip (pubblicato come Trauma)
- 1993 – Joy Salinas - Hands Off (pubblicato come Trauma)
- 1993 – The Bear (pubblicato come Corporation of Three)
- 1994 – Body Strong (pubblicato come Corporation of Three)

Con Andrea Prezioso e Marvin
- 1996 – 808 State - Pacific
- 1998 – Stop Talking - Burnin' Like Fire
- 1998 – I Wanna Rock
- 2000 – La La La I Need You Tonite (pubblicato come Quik)

Con Marvin
- 1999 – Tell Me Why
- 2000 – Let Me Stay
- 2000 – Back to Life
- 2000 – Rock the Discothek
- 2000 – Voices
- 2000 – Emergency 911
- 2001 – Fresh
- 2001 – It's Like That
- 2001 – Gimme a Beat
- 2001 – Rock The Discothek
- 2001 – Let's Talk About a Man
- 2001 – Emergency 911 (Club Mix)
- 2001 – Bonjour
- 2002 – Somebody
- 2002 – Somebody (Discogio Remix)
- 2002 – We Rule the Danza
- 2002 – Herba
- 2003 – In My Mind
- 2003 – Voglio vederti danzare
- 2003 – Le Louvre
- 2004 – Nando Discoteca
- 2005 – Right Here Waiting
- 2005 – Rockin' Deejays
- 2006 – Survival
- 2007 – Touch Me
- 2007 – Emergency 2007
- 2009 – I Believe
- 2009 – Happy Flight (The Never Ending Story)
- 2009 – The Riddle
- 2010 – Alone
- 2011 – Song 2

Giorgio Prezioso & Libex
- 2006 – Xperimental Scratch
- 2006 – Dukkha's Revenge
- 2007 – Intelligence
- 2007 – Pongo
- 2007 – Makakos/Exorcism
- 2007 – Contagious/Bruno
- 2008 – Chic
- 2008 – Disco Robotz
- 2008 – Apista
- 2008 – Uniz
- 2009 – Get Up/Kiss in the Park
- 2009 – Apista (2009 Remix)
- 2010 – 1990

Angemi & Prezioso
- 2014 – Brakeless
- 2014 – Dragon
- 2015 – Friendzone
- 2015 – Wet
- 2015 – Sextape